# Dillingen an der Donau
Dillingen an der Donau (in dialetto svevo Dillinga), è una cittadina di circa 18 000 abitanti della Baviera, in Germania; capoluogo dell'omonimo circondario, sorge lungo il corso del Danubio.
Per oltre cinque secoli, da fine del Duecento al 1803 (quando fu annessa all'Elettorato di Baviera), fu la capitale del principato vescovile di Augusta.
Dal 1554 al 1804 fu sede di un'importante università fondata dal principe vescovo e cardinale Ottone di Waldburg.
Il monastero di Dillingen, fondato dal conte Hartmann nel 1241, è casa madre e sede generalizia delle suore francescane di Dillingen.

## Amministrazione

### Gemellaggi
Dilligen è gemellata con:
- Bondeno
- Brand-Erbisdorf
- Naas